# ميوكي ساواشيرو
ميوكي ساواشيرو (باليابانية: 沢城 みゆき) هي ممثلة يابانية ولدت في 2 حزيران 1985 في محافظة ناغانو.

## أدوارها في الأنمي

### مسلسلات أنمي تلفزيونية
- روزن ميدن - شينكو
- روزن ميدن ترويمند - شينكو
- روزن ميدن (2013) - شينكو
- بيرسونا ترينيتي سول - جون كانزاتو، يوكي كانزاتو
- سايونارا زِتسبو سينسيه - تارو ماريا سيكيوتسو
- زوكو سايونارا زِتسبو سينسيه - تارو ماريا سيكيوتسو
- زان سايونارا زِتسبو سينسيه - تارو ماريا سيكيوتسو
- نيغيما!؟ - ناغي سبرينغفيلد، نيكاني سبرينغفيلد، بارون الوردة السوداء، شيتشيمي
- فانتوم: ريكوييم فور ذا فانتوم - كال ديفنز/دراي
- موشيشي - يوكي (السمك وحيد العين), غينكو الصغير
- موشيشي: التتمة - غينكو الصغير (طريق الشوك، وسادة العشب)
- لاينباريل الحديدي - ساتورو ياماشيتا
- شوغو كارا! - يورو
- شوغو كارا!! دوكي - يورو
- شوغو كارا! بارتي! - يورو
- ريد غاردن - كلير فورست
- بلاك بلاد براذرز - كاساندرا جيل وارلوك
- باكيمونوغاتاري - سوروغا كانبارو
- نيسيمونوغاتاري - سوروغا كانبارو
- سلسلة مونوغاتاري الموسم الثاني - سوروغا كانبارو
- بازيليسك: لفائف نينجا كوغا - هوتاروبي، أوغين (أيام الشباب)
- فل ميتال بانيك! The Second Raid - شا يو لان
- هيرويك إيج - ليكتي ليكو
- ساندز أوف ديستراكشن - مايا
- طوكيو ماغنيتود 8.0 - إيتسكي
- كانان - كانان
- سولتي راي - مي
- غوست هنت - كورودا
- فايري تايل - فيرغو، يول, يولتير ميلكوفيتش
- كيمي ني تودوكي - أياني يانو
- حداد السيف المقدس - دوريس
- كيشين تايسن جيجانتيك فورميولا - كانا كاميشيرو
- دورارارا!! - سيلتي سترولسون
- دورارارا!! ×2 المقدمة - سيلتي سترولسون
- دورارارا!! ×2 المنتصف - سيلتي سترولسون
- دورارارا!! ×2 الخاتمة - سيلتي سترولسون
- نبضات الملاك! - إيواساوا
- أراكاوا أندر ذا بريدج - ماريا
- أراكاوا أندر ذا بريدج x بريدج - ماريا
- سترايك ويتشز - بيرين إتش كلوسترمان
- تاتاكاو شيشو The Book of Bantorra - ميريبوك فايندر
- جويلبيت - آوي أريسوغاوا
- هايسكول اوف ذا ديد - سايكو بوسوجيما
- أسطورة الأبطال الأسطوريين - كالني كايويل
- ماريا هوليك - مشرفة المسكن
- ماريا هوليك ألايف - مشرفة المسكن
- غوسيك - كورديليا غالو
- أرشيف دانتاليان - داليان
- بلاك روك شوتر - يومي تاكاناشي
- لاست إكسايل: فام ذات الأجنحة الفضية - ليليانا إل غراتزيو ميرلو توران
- هنتر x هنتر (2011) - كورابيكا
- إينازوما إليفن غو - شوو
- إينازوما إليفن غو كرونوستون - شوو
- ديفل سرفايفر 2 ذي أنيميشن - ماكوتو ساكو
- دانغانرونبا ذي أنيميشن - توكو فوكاوا/جينوسايدر شو
- دانغانرونبا 3: نهاية أكاديمية قمة الأمل - توكو فوكاوا
- ديدمان وندرلاند - توتو ساكيغامي
- كيه - سيري أواشيما
- كيه RETURN OF KINGS - سيري أواشيما
- أكاديمية ستيلا للفتيات قسم الثانوية نادي C3 - سونورا كاشيما
- ميداكا بوكس أبنورمال - يوكا نازي/كوجيرا كوروكامي
- باكوجان - شان لي
- عاصفة زيتسوين - هاكازي كوساريبي
- إخوة الفضاء - سيريكا إيتو
- بليزبلو ألتر ميموري - كارل كلوفر
- نوراغامي - بيشامون
- نوراغامي ARAGOTO - بيشامون
- فوؤن إيشين دايشوغن - هوكوين
- سورد آرت أونلاين II - سينون/شينو أسادا
- نوزاكي-كن من مجلة الفتيات الشهرية - يوزوكي سيو
- الوحوش الطفيلية: ثوابت النجاة - كانا كيميوشي
- كايتو جوكر - كوين
- جبهة حاجز الدم - فيفيان
- لوبين الثالث: المرأة المسماة فوجيكو ميني - فوجيكو ميني
- لوبين الثالث (2015) - فوجيكو ميني
- لوبين الثالث: اللعبة الإيطالية - فوجيكو ميني
- جانسلينجر ستراتوس - ريمي أودنر
- أبطال الزهور الستة - الراوية، أدليت ماير (أيام الطفولة)
- كيوس دراغون: حرب التنين الأحمر - إيها
- يامادا-كن و الساحرات السبع - ليونا ميامورا
- فرسان التنكاي - غين
- سنكي زيشو سيمفوجير - ريوكو ساكوراي، فيني
- سنكي زيشّو سيمفوجير G - ريوكو ساكوراي، فيني
- أمراء الغناء 1000% - هاروكا نانامي
- أمراء الغناء 2000% - هاروكا نانامي
- أمراء الغناء ريفولوشنز - هاروكا نانامي
- أمراء الغناء ليجند ستار - هاروكا نانامي
- ون بنش مان - موسكيتو موسومي
- بيلزيباب - بيل الصغير
- بيرسيرك (2016) - لوكا، سلان
- أونميوجي نجم التوأم - سوبارو ميتيجيما
- نحل الرسائل - لاغ سيينغ
- أوكالتيك ناين - أريا كوريناينو
- توقفوا عن الإعجاب بي - شيما نيشينا
- شو باي روك!!# - فيكتورياس
- نو غيم نو لايف - إيزونا هاتسوسي
- ون بيس - شارلوت بودينغ
- فيت/أبوكريفا - سيبر الحمراء
- ري لايف - كوكورو أماتسو
- كاكيغوروي - كيراري موموبامي
- كاكيغوروي xx - كيراري موموبامي، ريريكا موموبامي
- ديفلز لاين - جوليانا لويد
- شارلوت - سارا شين
- الحب صعب على الأوتاكو - هاناكو كوياناغي
- برنسس برنسبل - 7
- غيغيغي نو كيتارو (2018) - كيتارو
- سايكو-باس - شيون كارانوموري
- سايكو-باس 2 - شيون كارانوموري
- كوكورو كونكت - هيميكو إينابي
- بي باتل برست - كرزة
- ديجيمون غوست غيم - غامامون
- سيف قاتل الشياطين - داكي
- أوريسي ياتسورا - ساكورا
- إيدنس زيرو - يونا فالكيري

### أنمي الإنترنت
- كويوميمونوغاتاري - سوروغا كانبارو
- وقت حواء - تشيي
- كارثة فتاة الزومبي - ساياكا كاموشيدا

### أوفا أنمي
- روزن ميدن أوفرتوري - شينكو
- غوكو سايونارا زِتسبو سينسيه - تارو ماريا سيكيوتسو
- المعلم الساحر نيغيما!: عالم آخر - نيكاني سبرينغفيلد
- دوت هاك كوانتوم - توبياس، إيوري إيكوتا
- بلاك★روك شوتر - يومي تاكاناشي
- آيرون مان: صحوة تكنوفور - الأرملة السوداء
- ملفات المنتقمون السرية: الأرملة السوداء والمعاقب - الأرملة السوداء
- البدلة المتنقلة جاندام ذي أوريجين - كراولي هامون
- حفل الجثث - يوي شيشيدو

### أفلام أنمي
زهره فرساي 2025 اوسكار
- إيفانجيليون: 3.0 أنت (لا) تستطيع الإعادة - ساكورا سوزوهارا
- سلسلة أفلام بيرسونا 3 ذا موفي
  - بيرسونا 3 ذا موفي: #1 Spring of Birth - إليزابيث
- قرصان الفضاء كابتن هارلوك (فيلم 2013) - كي
- فيلم سورد آرت أونلاين: أوردينال سكيل - سينون
- هارموني - توان كيريي
- نو غيم نو لايف: زيرو - إيزونا هاتسوسي
- كرايون شين-تشان: غزو! الفضائي شيريري - شيريري
- كيه MISSING KINGS - سيري أواشيما
- ماكيا: عندما تزهر زهرة الوعد - راسين
- سايكو-باس: الفيلم - شيون كارانوموري
- فولي كولي بروغريسيف - جوليا جينيو

## أدوارها في ألعاب الفيديو
- سلسلة ألعاب ستريت فايتر
  - ستريت فايتر IV - كامي وايت
  - سوبر ستريت فايتر IV - كامي وايت
  - سوبر ستريت فايتر IV آركيد إديشن - كامي وايت
  - ألترا ستريت فايتر IV - كامي وايت، ديكابري
  - ستريت فايتر V - كامي وايت، ديكابري
- ستريت فايتر X تيكن - كامي وايت
- بيرسونا 3 - تشيدوري، إليزابيث
- بيرسونا 3 فيس - تشيدوري، إليزابيث
- بيرسونا 3 بورتبل - تشيدوري، إليزابيث
- بيرسونا 4 أرينا - إليزابيث
- بيرسونا 4 أرينا ألتيماكس - إليزابيث
- بيرسونا Q شادو أوف ذا لابيرينث - إليزابيث
- بيرسونا 3 دانسينغ إن مونلايت - إليزابيث
- كاثرين - كاثرين
- موراماسا: ذا ديمون بليد - موموهيمي
- تيلز أوف إينوسنس - سيان تينيبرو
- تيلز أوف إكسيليا - ميلا ماكسويل
- تيلز أوف إكسيليا 2 - ميلا ماكسويل
- تيلز أوف ذا وورلد: ريف يونايتيا - ميلا ماكسويل
- كوربس بارتي - يوي شيشيدو
- دانغانرونبا: تريغر هابي هافوك - توكو فوكاوا
- دانغانرونبا أناذر إيبيسود: ألترا ديسبير غيرلز - توكو فوكاوا
- جوجوز بيزار أدفنتشر: أول ستار باتل - جولين كوجو
- جوجوز بيزار أدفنتشر: آيز أوف هيفن - جولين كوجو
- فاير إمبلم أويكينينغ - أفاتار، مورغان (أنثى)
- فاير إمبلم فيتس - كاميلا
- جاي-ستارز فيكتوري فيرسيس - بيل الصغير
- ديجيمون ستوري: سايبر سلوث - ميري ميكاغورا
- ناين آورز، ناين بيرسونز، ناين دورز - جون
- ياكوزا 0 - ماكوتو ماكيمورا
- مايتي نمبر.9 - دايناترون
- سلسلة ألعاب بليزبلو
  - بليزبلو كالاميتي تريغر - كارل كلوفر
  - بليزبلو كونتينيوم شيفت - كارل كلوفر
  - بليزبلو كرونو فانتازما - كارل كلوفر
- سكالغيرلز - سكويغلي
- سايكو-باس: مانداتوري هابينيس - شيون كارانوموري
- غينشين إمباكت - رايدن شوغن

## أدوارها في الدبلجة اليابانية
- سلسلة أفلام هاري بوتر
  - هاري بوتر وكأس النار - بارافاتي باتيل
  - هاري بوتر وجماعة العنقاء - بارافاتي باتيل
- ماي ليتل بوني: فرندشيب إز ماجيك - توايلايت سباركل
- وقت المغامرة - أميرة النار
- فيلم ليغو - وايلدستايل، يونيكيتي

## وصلات خارجية
- ميوكي ساواشيرو على موقع IMDb (الإنجليزية)
- ميوكي ساواشيرو على موقع ميوزك برينز (الإنجليزية)
- ميوكي ساواشيرو على موقع أول موفي (الإنجليزية)
- ميوكي ساواشيرو على موقع أول ميوزيك (الإنجليزية)
- ميوكي ساواشيرو على موقع ديسكوغز (الإنجليزية)
- ميوكي ساواشيرو على موقع قاعدة بيانات الفيلم (الإنجليزية)
- ميوكي ساواشيرو على موقع ANN person (الإنجليزية)
- 5735 في شبكة أخبار الأنمي